# Aldo Crudo
Aldo Crudo (Roma, 8 ottobre 1915 – 12 agosto 1985) è stato uno scrittore e sceneggiatore italiano.

## Biografia
Aldo Crudo, conosciuto anche con gli pseudonimi di Joseph Britt, Larry Marshall, Mike Chandler e Thomas Wright, è stato uno scrittore di libri gialli e sceneggiatore di alcuni film tra gli anni '50 e '70.
Come scrittore, prendendo spunto dalla sua grande passione per la giallistica americana, è stato autore di oltre quattrocento opere tutte ambientate negli Stati Uniti. Il suo primo romanzo, La porta dell'Inferno (1957), era inizialmente ambientato a Roma, ma a seguito di una richiesta dell'editore, decise di trasporlo a New York. Tra i suoi romanzi di maggior successo va ricordato Il nomade del sogno, in cui si racconta un caso di reincarnazione. È stato autore e direttore responsabile delle collane I Narratori Americani del Brivido ed  I Gialli dello schedario.
Ha diretto e scritto un documentario, L'ultima carrozzella, e sceneggiato una decina di film, tra i quali Vendicata! e Addio sogni di gloria, diretti da Giuseppe Vari, e Autostop rosso sangue, per la regia di Pasquale Festa Campanile.

## Filmografia parziale

### Sceneggiatore
- Vendicata!, regia di Giuseppe Vari (1955)
- Addio sogni di gloria, regia di Giuseppe Vari (1957)
- Un omicidio perfetto a termine di legge, regia di Tonino Ricci (1971)
- Le calde notti di Don Giovanni, regia di Alfonso Brescia (1971)
- Superuomini, superdonne, superbotte, regia di Alfonso Brescia (1975)
- L'adolescente, regia di Alfonso Brescia (1976)
- Sangue di sbirro, regia di Alfonso Brescia (1976)
- Autostop rosso sangue, regia di Pasquale Festa Campanile (1977)
- La guerra dei robot, regia di Alfonso Brescia (1978)
- La bestia nello spazio, regia di Alfonso Brescia (1980)

### Regista
- Vecchio cinema... che passione! (1957)